# 清源公主
清源公主（?—?），唐朝公主，是中国唐朝第十二代皇帝唐穆宗李恒的八个女儿之一。她的生母不详，史书仅仅记载了她的封号清源公主，清源公主没到出嫁，在唐文宗大和年间去世。